# 甘露 (前秦)
甘露（359年六月-364年）是十六国时期前秦政权前秦宣昭帝苻坚的第二个年号，共计6年。

## 纪年
| 甘露 | 元年  | 二年  | 三年  | 四年  | 五年  | 六年  |
| ---- | ----- | ----- | ----- | ----- | ----- | ----- |
| 公元 | 359年 | 360年 | 361年 | 362年 | 363年 | 364年 |
| 干支 | 己未  | 庚申  | 辛酉  | 壬戌  | 癸亥  | 甲子  |

## 参看
- 中国年号索引
- 其他时期使用的甘露年号
- 同期存在的其他政权年号
  - 升平（357年-361年）：东晋皇帝晉穆帝司馬聃的年号
  - 隆和（362年-363年二月）：东晋皇帝晉哀帝司馬丕的年号
  - 兴宁（363年二月-365年）：东晋皇帝晉哀帝司馬丕的年号
  - 建兴：前凉政权年号
  - 光寿（357年二月-359年）：前燕政权慕容儁年号
  - 建熙（360年-370年十一月）：前燕政权慕容暐年号
  - 建国（338年十一月-376年）：代政权拓跋什翼犍年号